# Saint-Michel-des-Andaines
Saint-Michel-des-Andaines foi uma comuna francesa na região administrativa da Normandia, no departamento Orne. Estendia-se por uma área de 6,39 km². Em 2010 a comuna tinha 348 habitantes (densidade: 54,5 hab./km²).
Em 1 de janeiro de 2016, passou a formar parte da nova comuna de Bagnoles de l'Orne Normandie.